# Guido Lombardi
Güido Ricardo Lombardi Elías (Tacna, 9 de diciembre de 1949) es un reconocido periodista, abogado y político peruano. Ejerció como congresista de la República en 2 ocasiones.

## Biografía
Nació en la ciudad de Tacna el 9 de diciembre de 1949 en una familia de origen italiano. Vivió en su ciudad natal hasta los 13 años cuando sus padres decidieron mudarse a Lima. 
Estudió su secundaria en el Colegio Militar Leoncio Prado. Ingresó a la Pontificia Universidad Católica del Perú, en donde estudió la carrera de derecho. Luego de graduarse como abogado, cursó estudios de historia, nuevamente en la PUCP y en 1984, viajó a España para especializarse en periodismo.

### Carrera periodística
En 1981, ingresó a Panamericana Televisión condujo los programas periodísticos: 24 horas, Buenos días, Perú y Panorama que duró hasta el año 1985.
Desde 1984, conduce programas radiales, tanto en Radio Programas del Perú (RPP) como en Radio Nacional.
En 1986, ingresó a América Televisión donde condujo el noticiero Primera plana, junto Ernesto García Calderón Jr., Manie Rey, Pablo Cateriano, María Elena Cantuarias Rey, Mónica Cánepa y Jaime Bayly que duró hasta mediados de 1990.
En 1990, fue el moderador del primer debate presidencial en la historia del Perú donde los protagonistas eran los candidatos Mario Vargas Llosa del Frente Democrático y Alberto Fujimori de Cambio 90 quien al final este último resultó ganador de las elecciones.
En 1992, regresó a Panamericana Televisión donde condujo el programa dominical Panorama que duró hasta en mayo de 1997.
Fue columnista regular del Diario Perú21.
También fue conductor radial, crítico político y conductor de diversos programas televisivos, más recordado por conducir desde el año 2001 el programa ¿Quién quiere ser millonario? por Red Global que duró hasta el año 2002.
Lombardi también condujo el segundo debate presidencial en la historia peruana donde Alejandro Toledo de Perú Posible se enfrentaba al expresidente Alan García del Partido Aprista para las elecciones del 2001.
En 2012, volvió a la televisión como conductor periodístico de RPP TV con el programa La voz y la mesa, manteniendo el formato de entrevista con el que destacó durante años en el periodismo nacional.

## Labor política
A inicios de los años noventa, trabajó como Coordinador de Promoción y Difusión del Instituto Libertad y Democracia que preside el economista Hernando de Soto.

### Congresista
En el 2005, fue invitado por Lourdes Flores para encabezar la lista de Unidad Nacional al Parlamento Andino en las elecciones generales del 2006. Sin embargo, su cupo fue ocupado por Rafael Rey, por lo que cerró la lista. Tras esto, Lombardi fue incluido como candidato al Congreso de la República en dichas elecciones y logró ser elegido siendo el tercer más votado de la coalición con 66,597 votos para el periodo 2006-2011.
Entre sus leyes aprobadas están el de la que se elige a 3 miembros del directorio del BCR, de la mancomunidad municipal y entre otras leyes importantes. Ejerció también como vocero de la bancada de Unidad Nacional.
Fue candidato a la segunda vicepresidencia del Congreso en la lista encabezada por Víctor Andrés García Belaúnde, sin embargo, perdió frente al candidato aprista Javier Velásquez Quesquén.
Lombardi estuvo alejado de la política tras culminar su gestión como parlamentario, sin embargo, volvió nuevamente a postular al Congreso como miembro del partido Peruanos Por el Kambio de Pedro Pablo Kuczynski en las elecciones del 2016 donde logró ser electo para el periodo 2016-2021.
Aquí ejerció como vicepresidente de la Comisión de Educación, secretario de la Comisión de Relaciones Exteriores y presidente de la Comisión de Economía.
Renunció a la bancada PPK y decidió integrar la Bancada Liberal.
Estuvo ejerciendo sus labores hasta que el 30 de septiembre del 2019, su cargo fue culminado debido a la disolución del Congreso decretada por el entonces presidente Martín Vizcarra. Lombardi fue nombrado como asesor del entonces ministro de Cultura Francesco Petrozzi donde luego presentaría su carta de renuncia debido a varios cuestionamientos.
Actualmente trabaja como profesor de la universidad ESAN, enseñando el curso de Globalización y Realidad Nacional.

## Trabajos en televisión
- Buenos días Perú (Panamericana Televisión, 1981-1983)
- Panorama (Panamericana Televisión, 1982-1985, 1992-1997)
- Pulso (Panamericana Televisión, Temporadas varias) (1983-1986, 2001)
- Primera Plana (América Televisión, 1986-1988)
- Antemeridiano (América Televisión, 1988-1990)
- Enlace Global (Red Global, 1997-1999)
- ¿Quién quiere ser millonario? (Red Global, 2001-2002)
- RPP TV (2012-2016)